# Cordillera Central (Puerto Rico)
Cordillera Central es la principal cadena montañosa de Puerto Rico. En términos generales, la cordillera atraviesa la isla de este a oeste, con una altitud media de 915 m (aproximadamente 3.000 pies) y divide el territorio de las llanuras costeras del norte y del sur.
La Cordillera Central corre de este a oeste desde Aibonito hasta las afueras de la Sierra de Cayey, que es una extensión de la Cordillera Central al comienzo de la ciudad de Cayey y que se extiende al este de la ciudad de Humacao con elevaciones que se acercan a 122 m (o 400 pies). Termina en una bifurcación con dos cordilleras más bajas, la Sierra Guardarraya y las Cuchillas de Panduras que se extienden entre los municipios de Yabucoa y Patillas.
La Sierra de Luquillo esta hacia el noreste desde Gurabo hasta Fajardo e incluye varios picos altos Colinas de Toro, con 1.074 m (3524 pies), El Yunque con 1.065 m (3.494 pies) y El Pico Oeste con 1056 m (3446 pies).Si